# Gary Foster (producent)
Gary Foster (geboren in 1961) is een Amerikaans film- en televisieproducent. 

## Carrière
Foster begon zijn carrière nadat hij zijn opleiding op de School of Cinema-Television had afgerond, in 1983. Zijn eerste commerciële werk was de speelfilm Short Circuit (1986), waarvoor hij als associate producer werkte. Deze film werd geproduceerd door zijn vader, de filmcomponist David Foster. Ook voor het vervolg, Short Circuit 2 werkte Foster als producent. In 1989 werd Loverboy uitgebracht, waarin Patrick Dempsey de hoofdrol heeft. In de daaropvolgende jaren werkte hij aan onder andere Just Cause (1995), met Sean Connery in de hoofdrol, en The Score (2001), waarin Robert De Niro de hoofdrol heeft. Vanaf 2009 werkt Foster als producent voor de televisieserie Community. 
In 2012 zullen twee van zijn films in de bioscopen debuteren: The Emperor en Ghost Rider: Spirit of Vengeance. 
Gary is de zoon van de filmcomponist David Foster. Hij heeft een broer, Tim, die ook componist is. 

## Filmografie
Foster werkte als producent aan de volgende films en televisieseries. 

### 2000-heden
- The Emperor (2012)
- Ghost Rider: Spirit of Vengeance
- Community (7 afleveringen)
- When in Rome (2010)
- The Soloist
- Ghost Rider
- Elektra (2005)
- Daredevil
- The Score

### 1999-1986
- Gloria (1999)
- Desperate Measures
- Tin Cup
- Big Bully
- The Amazing Panda Adventure
- Just Cause
- Sleepless in Seattle
- Side Out
- Loverboy (1989)
- Short Circuit 1 en 2